# HD47953
HD47953 — хімічно пекулярна зоря спектрального класу A4, що має видиму зоряну величину в смузі V приблизно  8,2.
Вона  розташована на відстані близько 593,0 світлових років від Сонця.